# 말루쿠윗수염박쥐
말루쿠윗수염박쥐 또는 아라푸라큰발박쥐(Myotis moluccarum)는 애기박쥐과 윗수염박쥐속에 속하는 박쥐이다. 인도네시아의 토착종으로 뉴기니섬과 오스트레일리아 북부에서도 서식하는 것으로 추정된다. "고기잡는박쥐"로 알려진 여러 종의 박쥐 중 하나로 물가에서 먹이를 잡아 큰 발로 끌어 올린다.

## 특징
말루쿠윗수염박쥐는 큰 귀와 발을 갖고 있다. 등 쪽의 털은 회색과 갈색, 녹빛을 띠는 반면에 하체는 계피색과 갈색이다. 비막은 연한 갈색이다. 성체의 전완장은 약 4cm, 몸무게는 8~15g이다.

## 분포 및 서식지
말루쿠윗수염박쥐는 인도네시아의 토착종으로 할마헤라섬과 스람섬, 암본섬, 펠렝섬, 카이 제도에서 발견된다. 뉴기니섬과 오스트레일리아에서 보고되기도 하지만, 큰발윗수염박쥐가 말루쿠윗수염박쥐로 오인될 가능성이 있다. 저지대 종의 하나로 저지대와 호수 주변, 물 근처에서 발견되고 해발 1200m 이하에서 서식하지만, 주로 300m 이하에서 발견된다.

## 습성
말루쿠윗수염박쥐는 야행성 동물로 물 표면을 낮게 날며, 큰 발로 작은 물고기와 수생 곤충을 낚아채 먹는다. 낮 동안에는 동굴과 굴, 광산, 폐건물, 다리 아래와 나무 구멍 속 둥지에 매달려 시간을 보낸다. 암컷은 한 마리(때로는 두 마리)의 새끼를 한 해 최대 3번 낳는다.

## 보전 상태
말루쿠윗수염박쥐의 분류학 상태와 정확한 분포 지역이 명확하지 않고 개체수 추이가 알려져 있지 않지만, 분포 지역 일부에서 개체수가 흔하지 않고 국제 자연 보전 연맹(IUCN)이 보전 등급을 "관심대상종"으로 분류하고 있다. 서식지의 변동을 어느 정도 견딜 수 있는 것으로 보이지만 국제 자연 보전 연맹은 둥지를 보호할 필요가 있다고 언급한다.